# Тарасова, Алла Викторовна
Алла Викторовна Тарасова (в девичестве — Лобанкина; род. 23 декабря 1967 года, Пенза) — советская спортсменка, специализирующаяся в прыжках в воду (10 м вышка). Чемпионка Европы 1983 года. Бронзовый призёр чемпионата Европы 1985 года. Бронзовый призёр Универсиады 1985 года. Двукратная чемпионка СССР (1984, 1985). Заслуженный мастер спорта СССР (1984).

## Биография
Алла Викторовна Лобанкина родилась 23 декабря 1967 года в Пензе. Тренировалась в Пензенской областной специализированной детско-юношеской школе Олимпийского резерва по прыжкам в воду под руководством Тамары Александровны Коряк.
Дебютировала на международной арене в 1981 году, когда стала чемпионкой мира среди юношей. Серебряный призер Кубка мира 1983 года. В 1984 году ей было присвоено звание «Заслуженный мастер спорта СССР» и вручён орден «Знак Почёта».
После окончания спортивной карьеры стала работать тренером-преподавателем по прыжкам в воду СДЮСШОР водных видов спорта «Буртасы» в Пензе.

## Основные результаты
| Год  | Соревнования                | Место проведения  | Место | Результат |
| ---- | --------------------------- | ----------------- | ----- | --------- |
| 1981 | Чемпионат мира среди юношей | Хьюстон, США      | 1     |           |
| 1982 | Чемпионат мира              | Гуаякиль, Эквадор | 6     |           |
| 1983 | Чемпионат Европы            | Рим, Италия       | 1     | 455,52    |
| 1984 | Дружба-84                   | Будапешт, Венгрия | 1     | 483,18    |
| 1985 | Чемпионат Европы            | София, Болгария   | 3     | 388,95    |
| 1985 | Универсиада                 | Кобе, Япония      | 3     | 430,05    |
| 1986 | Чемпионат мира              | Мадрид, Испания   | 4     |           |